# Fine Line (film)
Pour plus de détails, voir Fiche technique et Distribution.
Fine Line (en russe : Между отчаянием и надеждой, litt. « Entre désespoir et espoir ») est un film documentaire russe réalisé par Anna Barsoukova (en) et sorti le 4 mars 2023.
L'action se déroule, en grande partie, dans le village de Sinégorié, dans l'oblast de Magadan, en Extrême-Orient russe. Le village, qui est tombé en ruines, voit ses habitants retrouver de l'espoir quant au futur avec la renaissance possible du village. Dans ce contexte, Oksana, qui vient d'une ville sibérienne, décroche un emploi à la maison de retraite. Elle apprend à connaître les habitants et l'histoire du village, et un local, Rouslan, l'invite à visiter le village, dont les lieux abandonnés. Mais avec le temps, la situation commence à changer pour le mieux, malgré les issues auxquelles Sinégorié est confronté.

## Synopsis
Oksana, qui vient d'une grande ville de Sibérie, décroche un emploi à Sinégorié, dans l'oblast de Magadan, en Extrême-Orient russe. Elle part volontairement vers ce village, qui est tombé en ruines avec la fin de l'URSS. Elle travaille à la maison de retraites, et prend soin de nombreux résidents, dont la mère de son voisin, Rouslan, qui finit par mourir.
Elle se lie d'amitié avec Rouslan, qui a vécu toute sa vie dans le village. Rouslan lui fait visiter les différents lieux du villages, dont les lieux abandonnés ainsi que les quelques endroits qui subsistent, comme la centrale hydroélectrique.
Mais alors que la situation semble être désespéré, l'espoir renait dans le village au cours du film, avec l'apparition de nouvelles perspectives.

## Personnages
Le film a deux personnages principaux, qui sont voisins :
Oksana (en russe : Оксана)Premier personnage principal, Oksana est une travailleur social. Souhaitant aider la société, elle quitte volontairement une grande ville pour s'installer dans un village semi-abandonné et peu peuplé, Sinégorié. Sinégorié se trouve dans l'oblast de Magadan, sur les rives de la Kolyma, et le village est entouré de hautes montagnes aux teints bleutés (Sinégorié signifie « la région des montagnes bleues »). Grâce à sa sociabilité, elle intègre facilement son équipe de travail et se lie avec les pensionnaires de la maison de retraite où elle a été embauchée. Cette maison de retraite devient une sorte d'oasis pour les personnes âgées, au milieu d'un environnement aux conditions extrêmes du Grand Nord.: Avec ses collègues, Oksana fournit une assistance à de nombreuses personnes, en s'occupant notamment de la mère de son voisin, Rouslan, jusqu'à ses derniers jours [à la mère]. Le film dépeint Oksana avec sa capacité de sympathie et d'empathie, et montre que tout le monde peut tomber malade, peu importe qui l'on est.
Rouslan (en russe : Руслан)Rouslan est né à Sinégorié, et a été témoin de la perte de grandeur de son village dans les années 1990 avec la dislocation de l'URSS. Cette perte de grandeur a aussi eu lieu dans de très nombreux autres villages d'Extrême-Orient. Il est montré comme digne, qui aime son territoire, mais avec un regret non dissimulé de son enfance heureuse et de l'ancienne prospérité de son village. Il est montré qu'il se résigne à la réalité déprimante, parce qu'il n'y a aucune perspective, mais vers la fin, l'espoir renaît chez lui.

## Thèmes

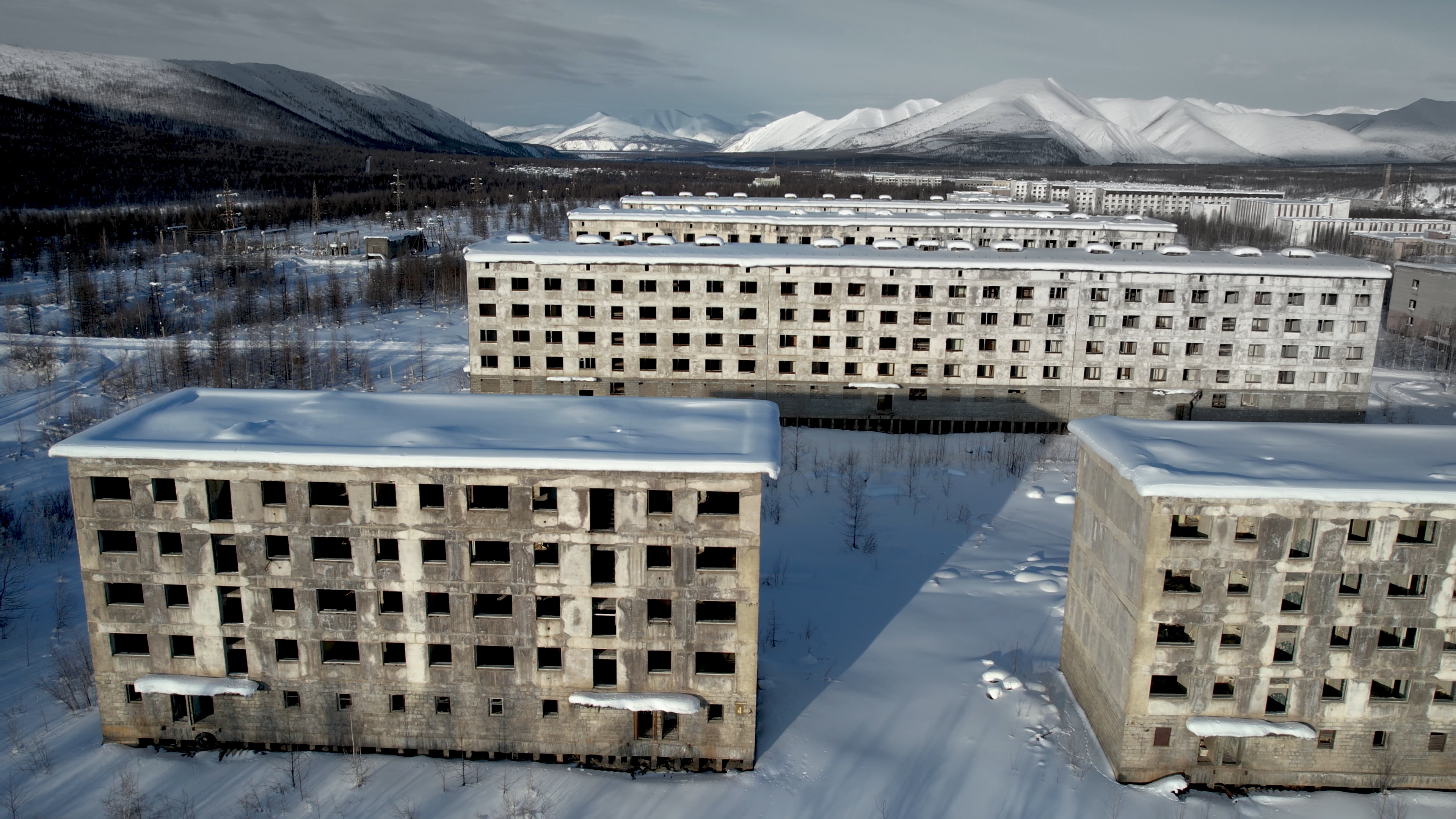
Bâtiments abandonnés à Sinégorié.

Problèmes démographies et de développement
Le film documentaire est consacré tout d'abord aux problèmes de démographie et de développement des régions du Grand Nord de la Russie. Le village de Sinégorié, situé sur la rive gauche de la Kolyma dans la région éponyme, région qui a vécu les goulags, devient un exemple. Dans les années 1970 et 1980, l'économie était en plein essor avec de nouvelles constructions, dont des logements mais aussi la centrale hydroélectrique de la Kolyma, la plus grande de la région, ainsi que des bâtiments culturels et sociaux
Cependant, la dislocation de l'URSS a provoqué la décadence, comme l'entièreté de la région. Alors que sa population était de 11 645 lors du recensement soviétique de 1989, elle n'était plus que de 1752 personnes en 2022. Selon les auteurs, le message du principal du film est de faire prendre conscience des problèmes que font face les différentes régions de Russie, ainsi que de montrer l'histoire afin de permettre des actions pour protéger ces endroits, des actions positives et bénéfiques.
Justification de la création du film :
L'Extrême-Orient russe est l'un des territoires les plus prometteurs du pays. Ces dernières années, les dirigeants russes ont mis en avant le « vecteur oriental » dans leur stratégique. Néanmoins, il existe de nombreuses difficultés, en particulier le manque de main d'œuvre à cause de la chute démographique. La population de l'oblast de Magadan était de 542 868 en 1989, elle n'est plus que de 135 907 en 2022, soit la perte d'environ trois quarts de la population.

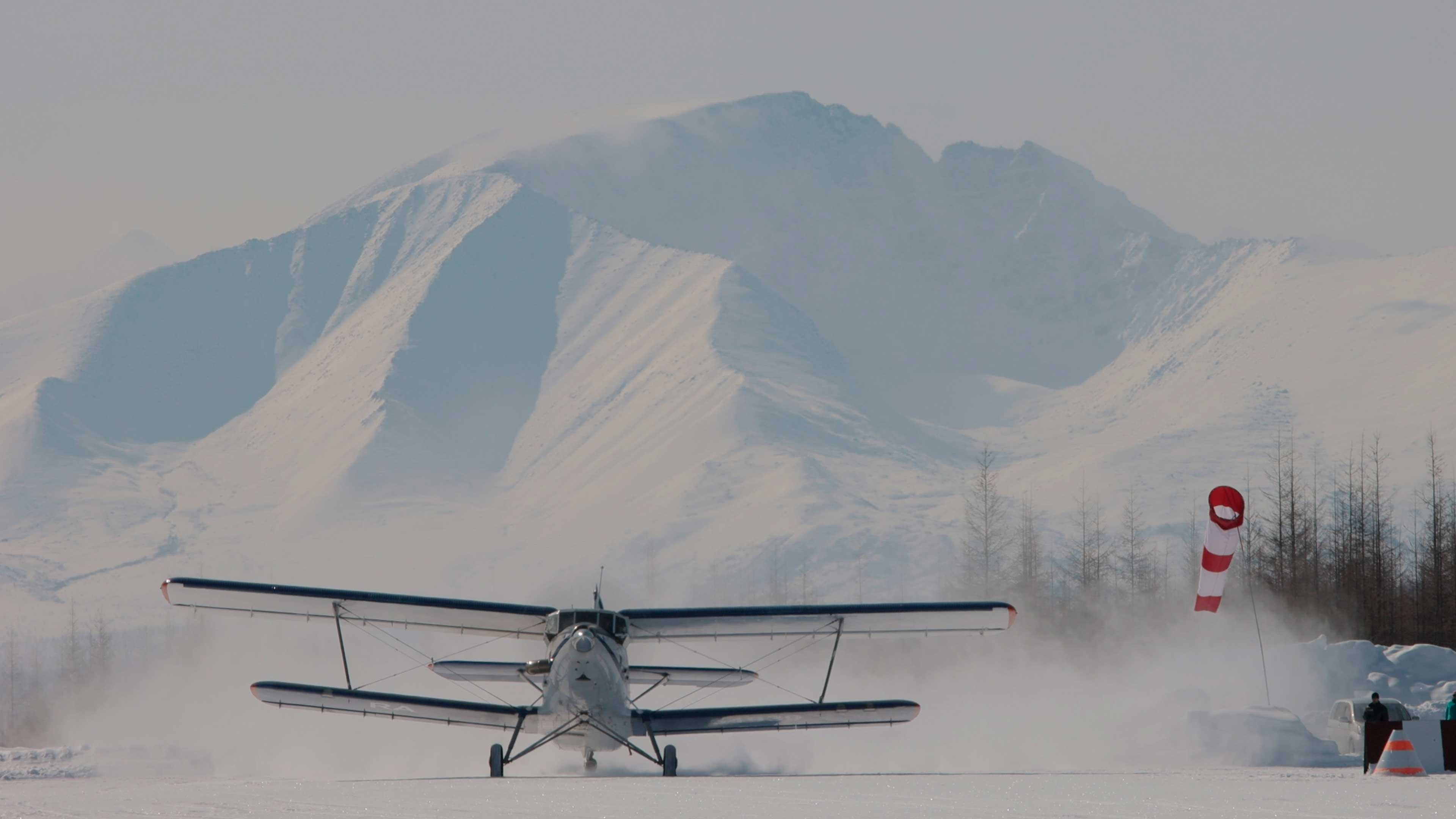
L'avion dans le film à l'aéroport de Sinégorié.

L'isolement des territoires nordique, liée à l'absence d'infrastructures décentes et l'absence d'une bonne qualité de vie oblige les résidents du Grand Nord à déménager vers les centres urbains ou vers d'autres régions. De ce fait, les perspectives du territoire se réduisent. Il faut ainsi améliorer les conditions de vie dans le but d'inverser la tendance, et de permettre une renaissance des territoires.
Développement d'un réseau régional de transport régional :
Le développement d'un réseau régional de transport aérien est l'une des principales conditions pour améliorer la qualité de vie des populations de l'Extrême-Orient. Pendant les années soviétiques, les vols entre les localités de l'oblast de Magadan avaient lieues plusieurs fois par jour. Mais après l'effondrement de l'URSS, le nombre de vols intérieurs a considérablement diminué. Pourtant, il reste vital : il est le seul mode de transport pour 80 % de l'Extrême-Orient, et ce chiffre monte à 90 % pour l'oblast de Magadan. En 2022, pour la première fois depuis plus de 20 ans, un petit avion de type TVS-2MS a recommencé des rotations entre Sinégorié et Magadan. Cette avion fait la rotation tous les mercredis, et il devient le symbole d'espoir dans la film,.

## Fiche technique
- Titre : Fine LineSinégorié avec son église et son barrage.

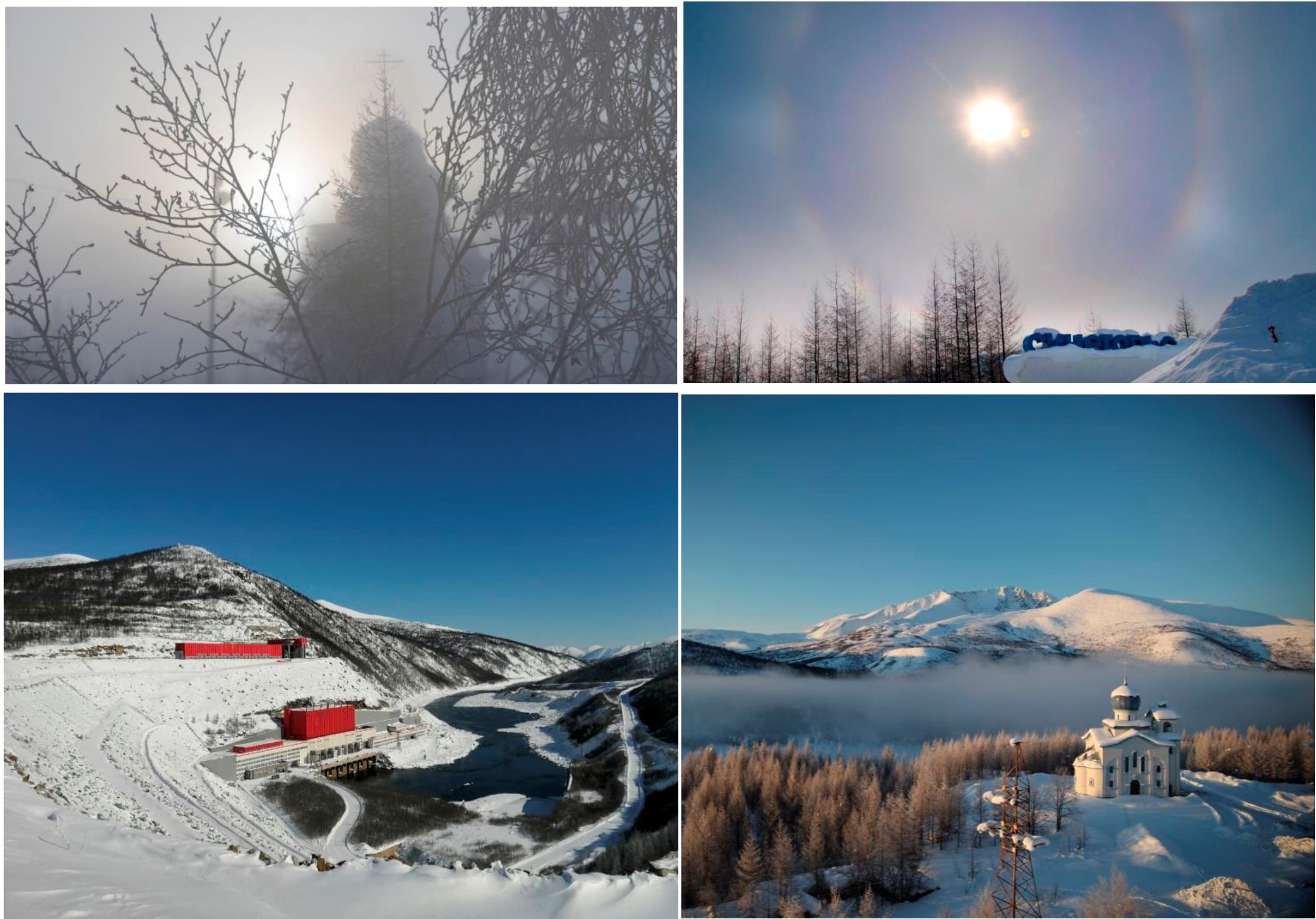
Sinégorié avec son église et son barrage.

- Réalisation, assistant réalisateur, chef opérateur : Anna Barsoukova (en)
- Scénario : Anna Barsoukova
- Musique : Giouli Kambarova (en)
- Son :  Anna Barsoukova,
- Mixage son : Victor Solodov
- Photographies aériennes : Rouslan Kinziabitov, Valentina Dementieva, Oleg Kalinine, Grigory Bossak
- Production : Anna Barsoukova[8]
- Genre : documentaire
- Budget : 1 000 000 roubles

- Durée : 49 minutes
- Sortie : 4 mars 2023
- Lieux de tournage : Sinégorié, son église, le barrage, l'aéroport, et d'autre lieux des environs

## Distribution
- Oksana Chapoval : Oksana ;Oksana et Rouslan.
- Rouslan Kryssenko : Rouslan ;

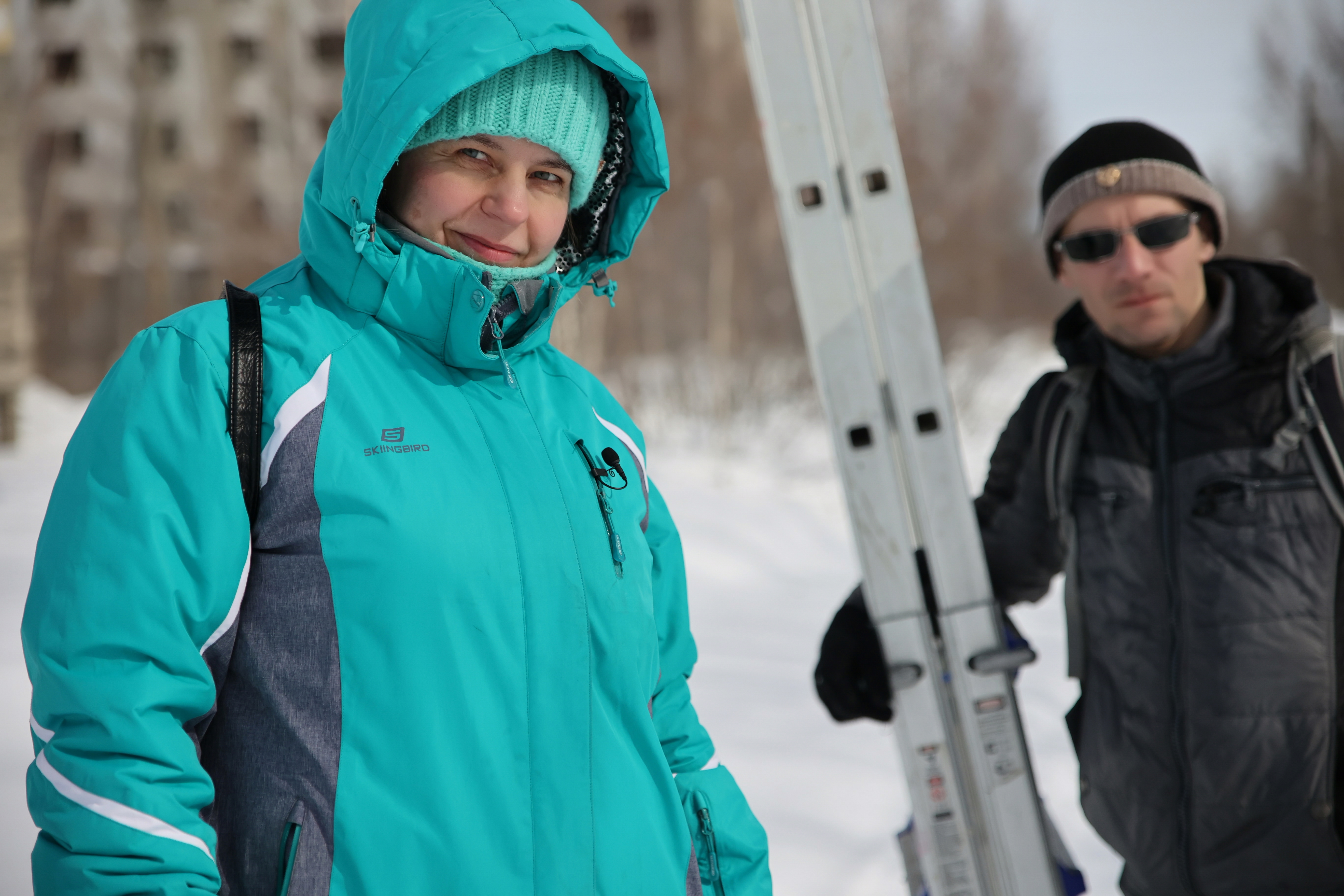
Oksana et Rouslan.

- Mère de Rouslan : Svetlana Sidorenko ;
- Pilote de l'avion : Igor Krytsyne ;
- Conducteurs : Rouslan Zaouralski, Alexandre Loukachevitch ;
- Directrice de la maison de retraite : Olga Sendetskaïa ;
- Employés de la maison de retraite : Olga Khazova, Natalia Tchitanava, Nargiz Chodiïarova, Oksana Levchenko, Nina Stepanova, Elena Mikhaïlova, Tatiana Khamidoullina, Larissa Silina, Loudmila Litvinova, Lilia Babié, Svetlana Ploutankova, Loudmila Samoïlenko, Lioubov Terletskaïa,Natalia Bouriakova, Elena Skotchilova ;
- Ambulancier : Dmitri Margasov ;
- Thérapeute : Kozenko Svetlana ;
- Recteur de l'église de l'Annonciation (église de Sinégorié) : Roman Iakimets ;
- Ainsi que les habitants de Sinégorié et les pensionnaires de la maison de retraite[9].